# Jezioro Białe (dorzecze Łuczajki)
Jezioro Białe (biał. возера Белае, woziera Biełaje) – jezioro na Białorusi, w obwodzie witebskim, w rejonie postawskim, w dorzeczu rzeki Łuczajki, 3 km na północ od Postaw, koło wsi Siwce.

## Opis
Powierzchnia jeziora wynosi 0,31 km², długość 1,02 km, maksymalna szerokość 0,93 km, maksymalna głębokość dochodzi do 5 m, powierzchnia zlewni 1,2 km². Zbiornik jest okrągły. Zbocza są łagodne do 5 m wysokości, porośnięte lasem. Linia brzegowa jest kręta. Brzegi są piaszczyste. 
Na południowym brzegu znajduje się Sportowo-Turystyczny Kompleks "Ozerki".